# 錦江区
錦江区（きんこう-く、簡体字中国語: 锦江区、拼音: Jǐnjiāng qū、英語: Jinjiang District）は中華人民共和国四川省成都市に位置する市轄区。五城区の一つであり、成都市の中心市街地に位置している。成都市最大の繁華街である春熙路を有する。四川師範大学がある。

## 歴史
643年（貞観17年）、唐朝により成都県東部に蜀県が設置され、758年（乾元元年）に華陽県と改称される。
1921年（民国10年）、成都、華陽両県が成都市政公所が成立、1928年（民国17年）に成都市が省轄市に指定されると華陽県城区も成都市の管轄とされた。1953年に東城区が成立、1955年には望江区が編入された。1990年12月に東城区が廃止となり、その大部分の地域に錦江区が新設された。

## 行政区画
11街道を管轄する。
- 春熙路街道、書院街街道、錦官駅街道、牛市口街道、沙河街道、東湖街道、獅子山街道、皇経楼街道、交子街道、成竜路街道、三聖街道

## 教育

### 大学
- 四川師範大学（中国語版）

## 経済
- イトーヨーカ堂（中文:伊藤洋華堂）春熙路店
- 成都伊勢丹（中文:三越伊勢丹）

## 交通
鉄道
- 成都軌道交通
  - 成都地下鉄1号線（錦江賓館駅）
  - 成都地下鉄2号線
  - 成都地下鉄4号線
  - 成都地下鉄7号線（環状線）（獅子山駅 、四川師大駅 、琉璃場駅）

## 健康・医療・衛生
- 成都市公共衛生臨床医療中心